# Port de Cauarère
Le port de Cauarère, ou puerto de la Madera, est un col de montagne pédestre des Pyrénées à 2 526 mètres d'altitude. Il est situé au sud de la commune Saint-Lary-Soulan dans le département des Hautes-Pyrénées, en Occitanie, et au nord-est de Bielsa dans la province de Huesca, en Aragon.
Il est situé sur la frontière franco-espagnole.
Il fait communiquer la vallée d'Aure côté français, via la vallée du Rioumajou avec la vallée de Chistau côté espagnol.

## Toponymie
Le mot port signifie en gascon « porte » ou « col », c'est le pendant de puerto en espagnol.

## Géographie
Le port de Cauarère est encadré par la pène de Millarioux (2 659 m) au sud et le pic de Cauarère (2 901 m) au nord.
Il donne sur la vallée du Rioumajou au nord, et la vallée de Chistau côté sud.
Il est situé sur la frontière entre la France et l'Espagne et abrite la croix frontière no 328.

## Protection environnementale
Le col fait partie d'une zone naturelle protégée, classée ZNIEFF de type 1 : haute vallée d'Aure en rive droite, de Barroude au col d'Azet.

## Voies d'accès
On y accède côté français, par le GR 105 qui part de Saint-Lary-Soulan et traverse toute la vallée du Rioumajou jusqu’à l'hospice du Rioumajou puis prendre le sentier le long du ruisseau de Cauarère. Côté espagnol, on y accède via la vallée de Chistau.